# Hijos y amantes (película)
Hijos y amantes (Sons and Lovers) es una película de 1960 basada en la adaptación realizada por T. E. B. Clarke y Gavin Lambert de la novela de D. H. Lawrence,  Hijos y amantes. La película fue dirigida por Jack Cardiff y protagonizada por Trevor Howard, Dean Stockwell, Wendy Hiller, Mary Ure, William Lucas y Donald Pleasence.
La película ganó el Óscar a la mejor fotografía (Freddie Francis) y fue nominada a otros seis premios: Mejor actor (Trevor Howard), Mejor actriz de reparto (Mary Ure), Mejor dirección artística - Blanco y negro (Thomas N. Morahan, Lionel Couch), Mejor dirección, Mejor película y Mejor guion adaptado.
La película también participó en la edición de 1960 del Festival de Cannes.

## Reparto
- Trevor Howard como Walter Morel.
- Dean Stockwell como Paul Morel.
- Wendy Hiller como Gertrude Morel.
- Mary Ure como Clara Dawes.
- Heather Sears como Miriam Leivers.
- William Lucas como William Morel.
- Conrad Phillips como Baxter Dawes.
- Ernest Thesiger como Henry Hadlock.
- Donald Pleasence como Mr. Puppleworth
- Rosalie Crutchley como Mrs. Leivers
- Sean Barrett como Arthur Morel.
- Elizabeth Begley como Mrs. Radford
- Edna Morris como Mrs. Anthony
- Ruth Kettlewell como Mrs. Bonner
- Anne Sheppard como Rose.